# Dinâmica do vírus

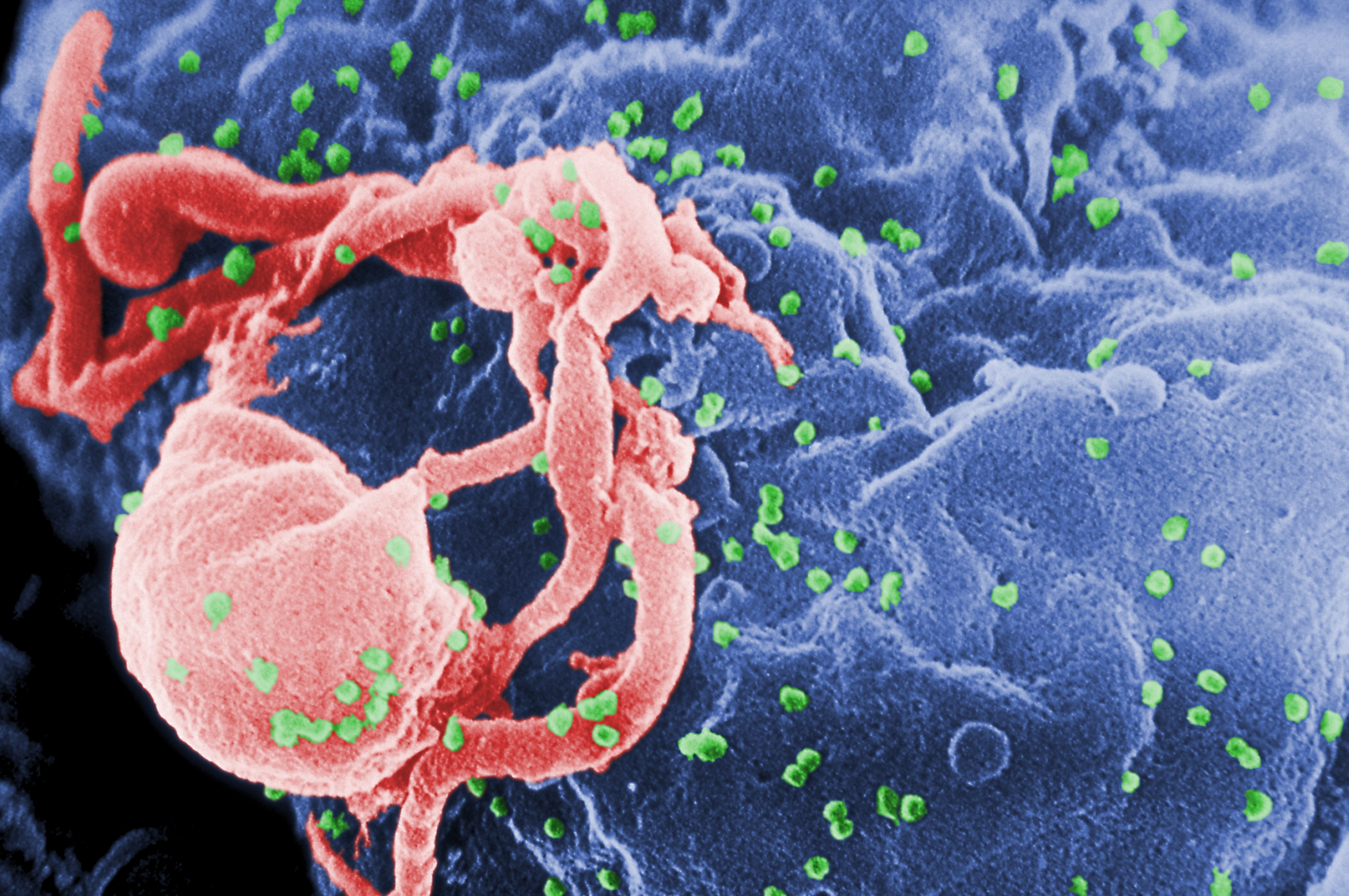
A dinâmica de vírus é frequentemente utilizada para estudar o VIH. Na imagem VIH-1, em verde, emergindo de um cultivo de linfócitos.

A dinâmica de vírus é o campo da biomatemática dedicado à descrição do comportamento dos vírus. Os modelos matemáticos empregados reflectem as alterações da população de células afectada ao longo do tempo, assim como a competição entre distintas cepas víricas e o efeito da resposta imune.
Originalmente, a dinâmica vírica baseava-se nos modelos preexistentes para epidemias e na actualidade mantém uma similitude considerável no que se refere às ferramentas matemáticas empregadas, como por exemplo o uso do número básico de reprodução. Porém, existem diferenças noutros aspectos, entre as quais se destaca a disparidade da escala considerada: dentro dum indivíduo versus entre indivíduos, respectivamente.
Um campo de aplicação frequente desta disciplina é o estudo do VIH, assim como as hepatites B, e C